# Big Fat Lie (album Nicole Scherzinger)
Big Fat Lie – drugi solowy album nagrany przez amerykańską wokalistkę pop Nicole Scherzinger, a zarazem debiutancki album wydany w Stanach Zjednoczonych. Premiera krążka zaplanowana jest na 17 października 2014 r. w Irlandii, 20 października 2014 r. w Wielkiej Brytanii a dzień później, tj. 21 października 2014 r. w Polsce. Głównymi producentami płyty są The-Dream (Terius Nash) oraz Tricky Stewart.

## Tło i produkcja
Wraz z zakończeniem dziewiątej edycji brytyjskiej wersji X Factor, Scherzinger postanowiła skupić się na drugim albumie studyjnym. W marcu 2013 roku wydała singel „Boomerang” jako główny utwór z nowego wydawnictwa, jednakże sukces piosenki nie był zadowalający z powodu braku dostatecznej ilości grywania przez stacje radiowe (mimo to, utwór ten zajął miejsce w pierwszej dziesiątce notowania w Wielkiej Brytanii). Według Nicole, Will.i.am był głównym producentem albumu i współpracowali z takimi producentami i tekściarzami jak Afro Jack, Dallas Austin, Toby Gad czy Sandy Vee. Scherzinger mając w planie wydanie płyty w listopadzie miała wątpliwości co do uczestnictwa w kolejnej edycji X Factora, gdyż promocja wydawnictwa zbiegałaby się z odcinkami na żywo w studiu. W efekcie jednak Nicole została jurorem w 10. edycji programu jednocześnie wstrzymując się z zamiarem wydania drugiej płyty.
W lutym 2014 roku pojawiła się wiadomość, że Nicole Scherzinger podpisała wielomilionowy kontrakt z Sony Music oraz jej siostrzaną wytwórnią RCA Records. Przy drugim albumie Nicole współpracowała z duetem producentów The Dream i „Tricky” Stewartem, którzy są wyłącznymi producentami nowego wydawnictwa. 20 maja na swoim koncie społecznościowym Twitter, Nicole podała informację o tym, iż kręci teledysk do nowego singla na plaży w Malibu. Trzy dni później, artystka podała tytuł singla oraz datę premiery radiowej utworu. 29 maja całość utworu została zamieszczona na oficjalnym profilu Nicole na portalu SoundCloud.

### Wersja amerykańska
W wielu wywiadach Nicole wspominała o wydaniu amerykańskiej wersji płyty, której wydanie planowane jest na początek 2015 roku. Pierwszym singlem pochodzącym z albumu jest utwór „Run”. Teledysk do singla kręcony był w Londynie, 26 września 2014 roku.

## Kompozycja
Artystka w wielu wywiadach opisywała drugi album jako popowy z wpływami takich stylów jak urban oraz R&B. Głównymi inspiracjami były także album The Velvet Rope (z 1997 r.) Janet Jackson oraz Sade. Według Sony Music Entertainment Poland, „krążek (...) jest porywający od strony muzycznej i bardzo osobisty w warstwie tekstowej”.

## Lista utworów
| Big Fat Lie | Big Fat Lie                      | Big Fat Lie                                       | Big Fat Lie                                                  | Big Fat Lie |
| Nr          | Tytuł utworu                     | Producent                                         | Tekst                                                        | Długość     |
| ----------- | -------------------------------- | ------------------------------------------------- | ------------------------------------------------------------ | ----------- |
| 1.          | „Your Love”                      | Terius Nash, Bart Schoudel, Christopher Stewart   | Terius Nash, Christopher Stewart                             | 4:06        |
| 2.          | „Electric Blue (featuring T.I.)” |                                                   | Terius Nash, Christopher Stewart, Clifford Joseph Harris Jr. | 3:41        |
| 3.          | „On the Rocks”                   | Terius Nash, Christopher Stewart, Carlos McKinney | Terius Nash, Christopher Stewart, Carlos McKinney            | 5:07        |
| 4.          | „Heartbreaker”                   |                                                   | Terius Nash, Christopher Stewart                             | 4:59        |
| 5.          | „God of War”                     |                                                   | Terius Nash, Christopher Stewart                             | 3:57        |
| 6.          | „Girl With a Diamond Heart”      |                                                   | Terius Nash, Christopher Stewart                             | 3:38        |
| 7.          | „Just a Girl”                    |                                                   | Terius Nash, Christopher Stewart                             | 3:26        |
| 8.          | „First Time”                     |                                                   | Terius Nash, Christopher Stewart                             | 3:19        |
| 9.          | „Bang”                           |                                                   | Terius Nash, Christopher Stewart                             | 4:27        |
| 10.         | „Big Fat Lie”                    |                                                   | Terius Nash, Christopher Stewart                             | 3:49        |
| 11.         | „Run”                            |                                                   | Justin Tranter, Felix Snow, Julia Michaels                   | 3:30        |
|             |                                  |                                                   |                                                              | 43:59       |

| Big Fat Lie (Deluxe) | Big Fat Lie (Deluxe) | Big Fat Lie (Deluxe)                | Big Fat Lie (Deluxe) |
| Nr                   | Tytuł utworu         | Tekst                               | Długość              |
| -------------------- | -------------------- | ----------------------------------- | -------------------- |
| 1.                   | „Little Boy”         | Terius Nash, Christopher Stewart    | 3:50                 |
| 2.                   | „Unison”             | Terius Nash, Christopher Stewart    | 3:48                 |
| 3.                   | „Cold World”         | Justin Tranter, Christopher Stewart | 3:26                 |

## Historia wydania
| Kraj            | Data                 | Format               | Wytwórnia  |
| --------------- | -------------------- | -------------------- | ---------- |
| Irlandia        | 17 października 2014 | CD, digital download | Sony Music |
| Niemcy          | 17 października 2014 | CD, digital download | Sony Music |
| Francja         | 20 października 2014 | CD, digital download | Sony Music |
| Hiszpania       | 20 października 2014 | CD, digital download | Sony Music |
| Wielka Brytania | 20 października 2014 | CD, digital download | RCA        |
| Polska          | 21 października 2014 | CD, digital download | Sony Music |
| Włochy          | 21 października 2014 | CD, digital download | Sony Music |